# 울진군의 행정 구역
울진군의 행정 구역은 2읍 8면으로 구성되어 있다. 울진군의 면적은 989.10km2이며, 인구는 2015년 4월을 기준으로 24,723세대, 51,957명이다.

## 행정 구역

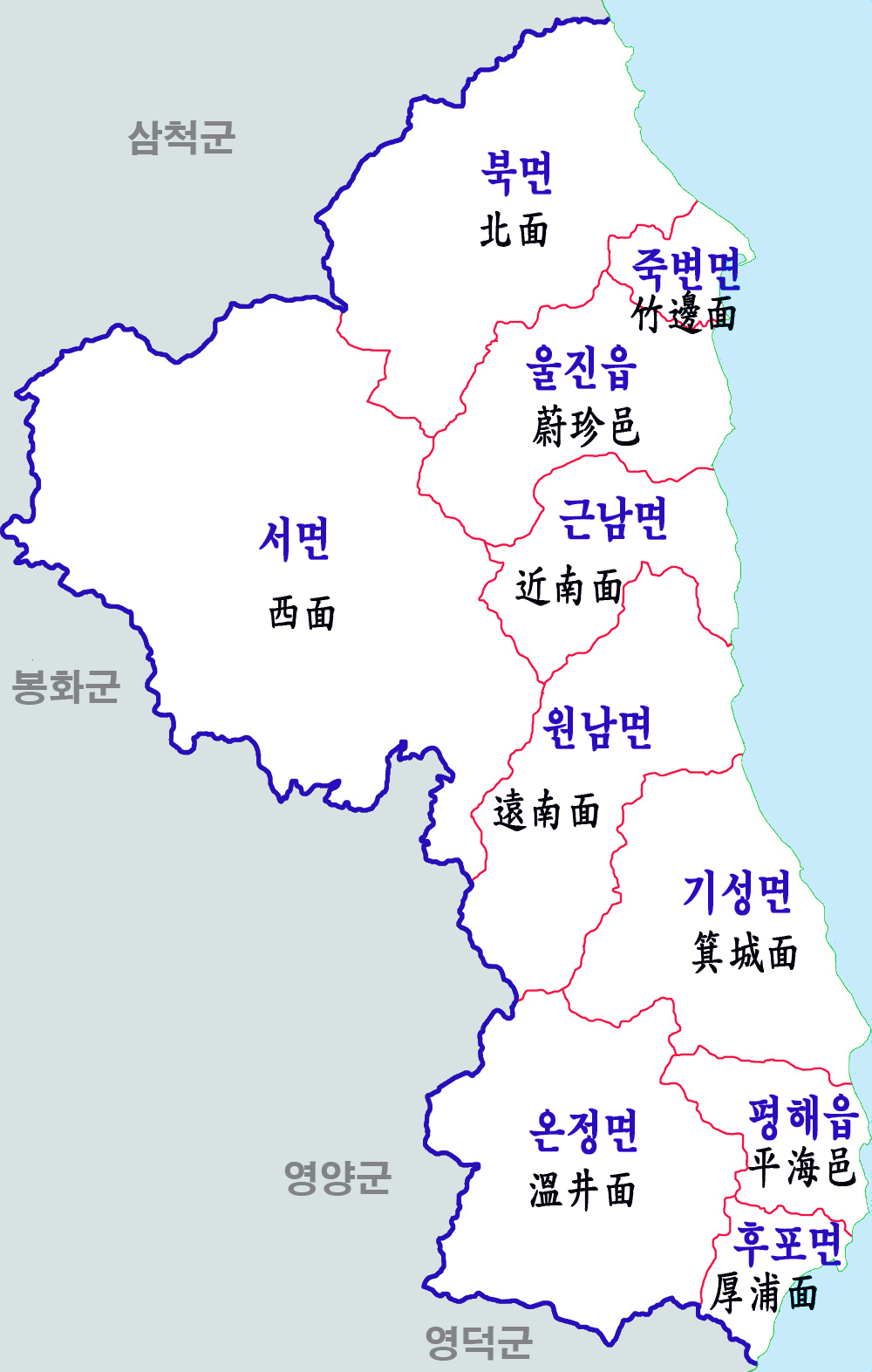
울진군의 행정 구역

| 읍면     | 한자     | 세대  | 인구   | 면적   | 법정리 |
| -------- | -------- | ----- | ------ | ------ | --- |
| 울진읍   | 蔚珍邑   | 5,369 | 13,920 | 81.31  | 읍내리(邑內里), 읍남리(邑南里), 연지리(蓮池里), 온양리(溫洋里), 명도리(明道里), 고성리(古城里), 정림리(井林里), 신림리(新林里), 대흥리(大興里), 호월리(湖月里)                                                 |
| 평해읍   | 平海邑   | 1,664 | 3,439  | 37.19  | 평해리(平海里), 학곡리(鶴谷里), 삼달리(三達里), 오곡리(梧谷里), 월송리(月松里), 직산리(直山里), 거일리(巨逸里)                                                                                                 |
| 북면     | 北面     | 3,130 | 7,301  | 142.06 | 부구리(富邱里), 나곡리(羅谷里), 검성리(劍城里), 주인리(周仁里), 덕구리(德邱里), 상당리(上塘里), 두천리(斗川里), 하당리(下塘里), 사계리(沙溪里), 소곡리(蘇谷里), 고목리(古木里), 신화리(新花里), 덕천리(德川里) |
| 금강송면 | 金剛松面 | 868   | 1,630  | 298.29 | 삼근리(三斤里), 하원리(下院里), 왕피리(王避里), 쌍전리(雙田里), 소광리(召光里), 전곡리(前谷里), 광회리(廣回里)                                                                                                 |
| 근남면   | 近南面   | 1,493 | 3,020  | 57.83  | 노음리(老音里), 수산리(守山里), 행곡리(杏谷里), 수곡리(水谷里), 구산리(九山里), 진복리(進福里), 산포리(山浦里)                                                                                                 |
| 매화면   | 梅花面   | 1,337 | 2,541  | 101.54 | 매화리(梅花里), 금매리(金梅里), 오산리(烏山里), 덕신리(德新里), 신흥리(新興里), 기양리(基陽里), 갈면리(葛綿里), 길곡리(吉谷里)                                                                                 |
| 기성면   | 箕城面   | 1,628 | 2,984  | 98.56  | 척산리(尺山里), 기성리(箕城里), 사동리(沙洞里), 망양리(望洋里), 삼산리(三山里), 방율리(芳栗里), 이평리(梨坪里), 다천리(茶川里), 정명리(正明里), 황보리(黃堡里), 구산리(邱山里), 봉산리(烽山里)                 |
| 온정면   | 溫井面   | 1,071 | 2,137  | 131.82 | 소태리(蘇台里), 온정리(溫井里), 조금리(操琴里), 덕산리(德山里), 덕인리(德仁里), 금천리(金川里), 광품리(廣品里), 선구리(仙邱里), 외선미리(外仙味里)                                                             |
| 죽변면   | 竹邊面   | 3,233 | 6,946  | 18.34  | 죽변리(竹邊里), 후정리(後亭里), 화성리(花城里), 봉평리(鳳坪里) |
| 후포면   | 厚浦面   | 3,873 | 8,512  | 22.16  | 후포리(厚浦里), 삼율리(三栗里), 금음리(金音里) |

## 역사
- 1914년 4월 1일 : 평해군을 병합하여 8면으로 개편하였다.[1]

| 조선총독부령 제111호 | |                |                                                                |
| 구 행정구역          | 구 행정구역 | 신 행정구역    | 신 행정구역                                                    |
| 강원도 울진군        | 하군면(下郡面) 죽진동/현내동/외봉동/내봉동/선제동 일부, 지로동/공세동/상토동/하토동/(상군면) 가원동 일부, 월변동/홍시동/옥계동/선제동 일부                                                                                         | 삼화면(三和面) | 연지리, 읍남리, 읍내리                                         |
| 강원도 울진군        | 상군면(上郡面) 청고동/구만동/성저동/가원동 일부, 입석동/대흥동, 등명동/아산동/상소차동/도청동, 신림동/용제동 일부, 외온동/곡해동/상양정동, 정림동/백금동/장사동/(원북면) 두정동 일부/당가동 일부, 와현동/무월동/고원동/용당동 일부 | 삼화면(三和面) | 고성리, 대흥리, 명도리, 신림리, 온양리, 정림리, 호월리         |
| 강원도 울진군        | 근북면(近北面) 골장동/초평동/박곡동/송정동 일부, 죽변동/봉수동, 감대동/범양동/성내동/용장동/화방동/(원북면) 시목동 일부, 후당동/송정동 일부/매정동 일부                                                                            | 삼화면(三和面) | 봉평리, 죽변리, 화성리, 후정리                                 |
| 강원도 울진군        | 근남면(近北面) | 근남면         |                                                                |
| 강원도 울진군        | 원남면(遠南面) | 원남면         | 갈면리, 금매리, 기양리, 길곡리, 덕신리, 매화리, 신흥리, 오산리 |
| 강원도 울진군        | 원북면(遠北面) | 북면           |                                                                |
| 강원도 울진군        | 서면(西面) | 서면           | 광회리, 삼근리, 소광리, 쌍전리, 왕피리, 전곡리, 하원리         |
| 강원도 평해군        | 상리면(上里面) | 월송면(月松面) | 삼달리, 평해리, 학곡리                                         |
| 강원도 평해군        | 북하리면(北下里面) | 월송면(月松面) | 오곡리, 월송리                                                 |
| 강원도 평해군        | 남하리면(南下里面) | 월송면(月松面) | 거일리, 직산리                                                 |
| 강원도 평해군        | 남면(南面) | 월송면(月松面) | 금음리, 삼율리, 후포리                                         |
| 강원도 평해군        | 원서면(遠西面) | 온정면         | 선구리, 소태리, 온정리, 외선미리, 조금리                       |
| 강원도 평해군        | 근서면(近西面) | 온정면         | 광품리, 금천리, 덕산리, 덕인리                                 |
| 강원도 평해군        | 원북면(遠北面) | 평해면         | 기성리, 망양리, 방율리, 사동리, 삼산리, 척산리                 |
| 강원도 평해군        | 근북면(近北面) | 평해면         | 구산리, 다천리, 봉산리, 이평리, 정명리, 황보리                 |
- 1914년 9월 1일 : 평해면을 기성면으로, 월송면을 평해면으로 개칭하였다.[2]
- 1917년 11월 1일 : 삼화면을 울진면으로 개칭하였다.
- 1953년 1월 19일 : 평해면에 후포출장소를 설치하였다.
- 1953년 2월 13일 : 울진면에 죽변출장소를 설치하였다.
- 1963년 1월 1일 : 울진군이 경상북도로 편입되고, 온정면 본신리는 영양군 수비면에 편입되었다.[3]
- 1967년 5월 28일 : 북면에 하당출장소를 설치하였다.[4]
- 1979년 5월 1일 : 울진면이 울진읍으로 승격하였다.[5] 1읍 7면
- 1980년 12월 1일 : 평해면이 평해읍으로 승격하였다.[6] 2읍 6면
- 1983년 2월 15일 : 서면 전곡리 일부가 봉화군 석포면(신설)에 편입되었다.[7]
- 1986년 4월 1일 : 죽변출장소가 죽변면으로, 후포출장소가 후포면으로 승격하였다.[8]
- 1994년 12월 26일 : 서면 왕피리 갈전마을이 영양군 수비면 신암리에 편입되었다.[9]
- 2015년 4월 21일 : 서면을 금강송면으로, 원남면을 매화면으로 개칭하였다.[10]